# Iassenevi
Iassenevi (en rus: Ясеневый) és un poble del krai de Primórie, a l'Extrem Orient de Rússia, que en el cens del 2010 tenia 274 habitants.